# Хлорофитум
Хлорофитум (Chlorophytum) е род растения с широко декоративно значение, известни като зелени лилии (въпреки че не са лилии). Това са непретенциозни към условията растения, които поглъщат формалдехид и въглероден оксид.
Непретенциозно растение, издържащо недостиг от светлина и влага. То е абсолютно безвредно и радва със свежест и зеленина целогодишно. Има нежни цветове, благодарение на които е известно и с названието зелена лилия.